# Кузексай
Кузексай (каз. Күзексай) — село в Уалихановском районе Северо-Казахстанской области Казахстана. Входит в состав Актуесайского сельского округа. Код КАТО — 596433200.

## Население
В 1999 году население села составляло 288 человек (171 мужчина и 117 женщин). По данным переписи 2009 года, в селе проживало 167 человек (90 мужчин и 77 женщин).